# Andrzej Pytliński
Andrzej Pytliński (ur. 12 lipca 1933, zm. 16 października 2020 w Bolesławcu) – polski artysta fotograf. Członek założyciel, członek honorowy, członek rzeczywisty i Artysta Fotoklubu Rzeczypospolitej Polskiej Stowarzyszenia Twórców(AFRP). Członek honorowy Związku Polskich Artystów Fotografików. Członek Zarządu Warszawskiego Towarzystwa Fotograficznego. Autor i współautor książek o tematyce fotograficznej.

## Życiorys
Andrzej Pytliński w 1956 roku został członkiem Warszawskiego Towarzystwa Fotograficznego, w którym pełnił funkcję członka zarządu. W 1957 roku został absolwentem Wydziału Chemicznego Politechniki Warszawskiej. W latach 1960–1970 był konsultantem fotograficznym Ministerstwa Kultury i Sztuki. W 1964 roku był współzałożycielem Wyższego Studium Fotografii MKiS. Studium zakończyło działalność w 2012 roku.
W 1995 roku był współzałożycielem Fotoklubu Rzeczypospolitej Polskiej Stowarzyszenia Twórców. Decyzją Komisji Kwalifikacji Zawodowych Fotoklubu RP, otrzymał dyplom potwierdzający kwalifikacje do wykonywania zawodu artysty fotografa, fotografika (legitymacja nr 006). W 2000 roku został wybrany członkiem Kapituły Fotoklubu RP.
Szczególne miejsce w zainteresowaniach twórczych Andrzeja Pytlińskiego zajmują dawne, szlachetne techniki fotograficzne (mokry kolodion, guma dwuchromianowa, cyjanotypia, światłodruk, przetłok bromolejowy). W latach 2003–2004 był współorganizatorem warsztatów fotograficznych, poświęconych dawnym technikom fotograficznym w Myśliborzu. W latach 2006–2009 był pomysłodawcą, współorganizatorem i kuratorem warsztatów fotograficznych, prowadzonych w ramach działalności Klubu Miłośników Dawnych Technik Fotograficznych. Od 2010 roku aktywnie uczestniczy w działalności Polskiej Szkoły Tradycyjnej Fotografii. W 2011 roku za działalność i twórczość fotograficzną został wyróżniony przez Prezydenta Miasta Bolesławiec. W 2012 roku przeprowadził szereg warsztatów, nawiązujących do fotografii piktorialnej – na Akademii Sztuk Pięknych w Warszawie.
Zmarł 16 października 2020 wskutek zakażenia COVID-19, w bolesławskim szpitalu. Pochowany 22 października na Cmentarzu Komunalnym w Bolesławcu.

## Odznaczenia
- Odznaka „Zasłużony Działacz Kultury” (dwukrotnie)
- Złoty Medal „Zasłużony dla Fotografii Polskiej”[19][6]

Źródło

## Wybrane wydawnictwa (książki)
- „Fotografia barwna w zespole amatorskim”. Wydanie I 1964, wydanie II 1972; Warszawa
- „O fotografowaniu prawie wszystko”. Tom I i II. 1968; Warszawa
- „Przezrocza – technika i wykorzystanie”. Wydanie I 1971, wydanie II 1985; Warszawa

Źródło